# Ogobara Doumbo

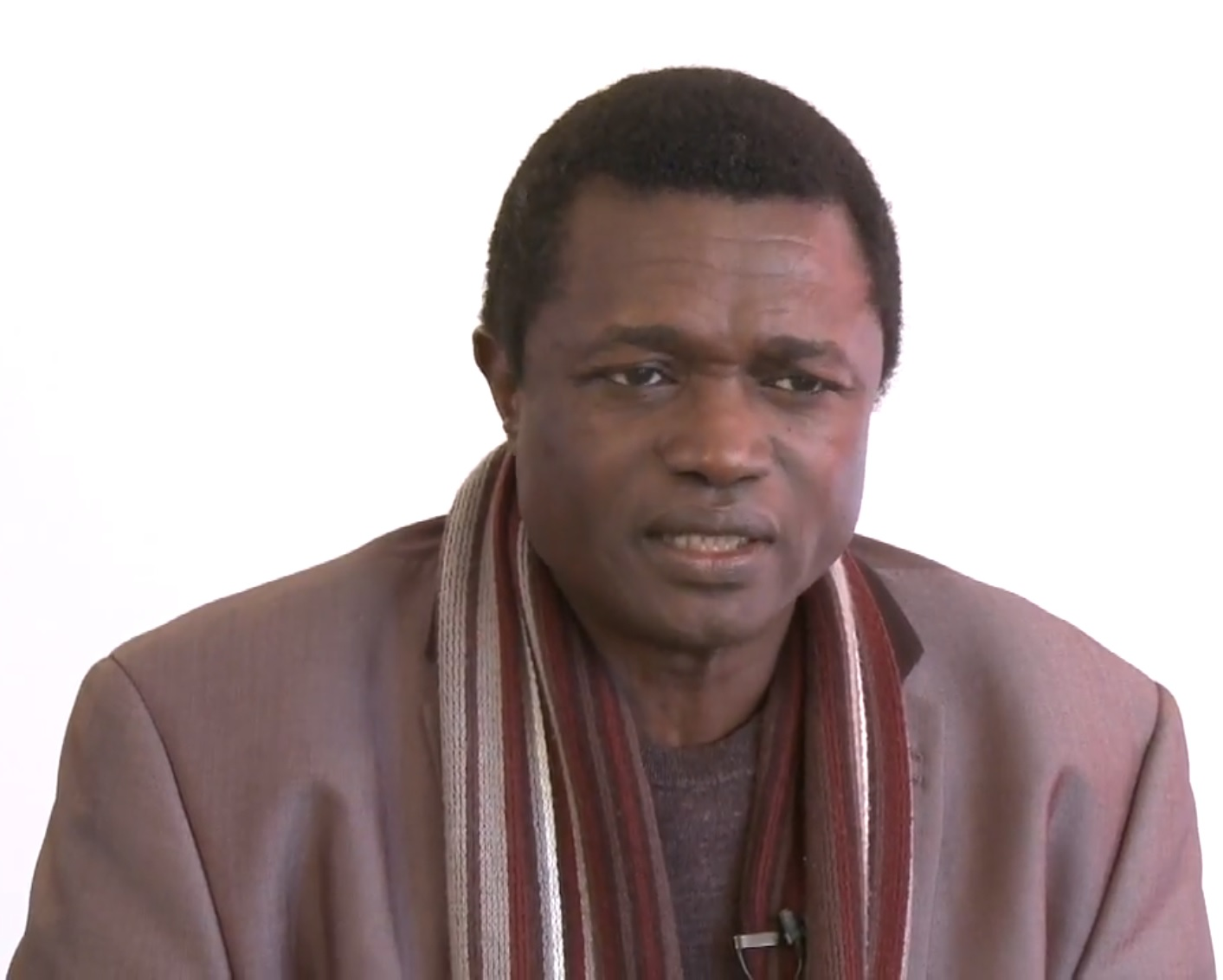
Ogobara Doumbo

Ogobara K. Doumbo (* 1956 in Mantéou, Region Mopti, Mali; † 9. Juni 2018 in Marseille, Frankreich) war ein malischer Mediziner.
Doumbo galt als Experte für die Behandlung der Malaria und die Erforschung von Impfungen gegen die Tropenkrankheit. Außerdem machte er sich um die Entwicklung des Gesundheitswesens in Mali und anderen Ländern Afrikas verdient.

## Leben und Wirken
Ogobara Doumbo gehörte zur Volksgruppe der Dogon. Er war nach eigenen Angaben das erste Mitglied seiner Familie, das lesen und schreiben lernte. Er studierte an der Universität Bamako Medizin und arbeitete nach dem Studienabschluss zunächst als Distrikt-Arzt in Selingué. Durch die Vermittlung von Philippe Ranque erhielt er eine zusätzliche Ausbildung in Frankreich auf dem Gebiet der Parasitologie (Master an der Universität Aix-Marseille, Ph.D. an der Universität Montpellier 1992). Anschließend kehrte er nach Mali zurück, wo er eine Professur an der Universität Bamako erhielt und später Gründungsdirektor des Malaria Research and Training Centre wurde.
Doumbo und Mitarbeiter fanden unter anderem das Gen für Resistenz des Malaria-Erregers gegen Chloroquin. Doumbo war Leiter mehrerer klinischer Studien zur Behandlung der Malaria und zu Impfungen gegen diese Krankheit. Er war Leiter der Arbeitsgruppe der Initiative multilatérale sur le Paludisme (MIM) der Weltgesundheitsorganisation WHO. Auf ihn geht das Programm zur intermittierenden Malariaprophylaxe von Schwangeren und Kindern unter 5 Jahren zurück.
Ogobara Doumbo entwickelte ein Programm zur Verbesserung des Zugangs zu medizinischer Versorgung in Mali, wobei er auf Erfahrungen mit Hausarztprogrammen im „Hinterland“ von Marseille zurückgriff. Das Programm wurde von der WHO validiert und auf Madagaskar, Benin und Guinea übertragen.
Doumbo hat laut Datenbank Scopus einen h-Index von 76 (Stand August 2023).
Ogobara K. Doumbo starb an Komplikationen eines chirurgischen Eingriffs. Er hinterließ zwei Frauen und zehn Kinder.

## Auszeichnungen (Auswahl)
- 2007 Prix Christophe Mérieux des Institut de France[2]
- 2007 Auswärtiges Mitglied der Académie nationale de médecine[3]
- 2013 Prix International de l’INSERM[4]
- Offizier des Ordre national du Mérite (Frankreich)
- Ritter des Ordre du Mali